# Sergiu Arnăutu
Sergiu Arnăutu (sinh ngày 27 tháng 5 năm 1990 ở Vălenii de Munte) là một cầu thủ bóng đá người România thi đấu cho Petrolul Ploiești ở vị trí tiền đạo.

## Sự nghiệp

### Sự nghiệp ban đầu
Là một cầu thủ trẻ, anh muốn xây dựng bản thân trong trận đấu với FC Petrolul Ploiesti. Năm 2008, anh ra mắt chuyên nghiệp đầu tiên ở Liga II.

### CFR Cluj's dream
Vào tháng 7 năm 2015, sau một mùa giải thành công với CS Juventus Bucuresti ở Liga III, nơi anh về đích thứ 2, Sergiu đã gần chuyển nhượng thành công vì thương lượn giá cả với Eugen Trica Eugen Trica được bổ nhiệm. Vụ chuyển nhượng thành công với vì lý tài chính.